# Humberto Valderrama Núñez
Luis Humberto Valderrama Núñez (Acevedo, 27 de diciembre de 1923-Bogotá, 23 de agosto de 2016) fue un general y director de la policía colombiano.

## Biografía
Bachiller del colegio Santa Librada de Neiva. Ingresó a la Facultad de Derecho de la Pontificia Universidad Javeriana, pero interrumpió sus estudios para hacer parte de la Policía Nacional el 4 de febrero de 1946 y obtener el grado de Teniente segundo el 1° de diciembre de 1947. 
Trabajó en los departamentos de Santander y Huila, fue ayudante de la Subdirección General, Comandante de la compañía 1a del batallón 1° de policía militar, instructor de la Escuela de Artillería del Ejército y adjunto al batallón Rooke del Ejército para cumplimiento de operaciones de orden público. 
Retomó sus estudios profesionales en la Universidad Libre (Colombia) y obtuvo el título de abogado. Trabajó en la oficina jurídica de la Dirección General y en la penitenciaría de La Picota, oficial de enlace con el Comando General de las Fuerzas Militares, auditor de guerra para implementar la Justicia Penal Militar en Boyacá y Santander, oficial de planta de la Escuela General Santander, comandante del Departamento de Policía Nariño, secretario general de la Policía, subgerente y gerente de la Caja de Sueldos de Retiro, agregado de policía en Venezuela, jefe del Departamento Seis del Estado Mayor, jefe de personal y docencia, inspector general, subdirector y director de la Policía. El 5 de diciembre de 1972 recibió el grado de Brigadier general y el 1° de junio de 1976 el de Mayor general.